# Héldon Ramos
Héldon Augusto Almeida Ramos (Sal, 1988. november 14. –) zöld-foki válogatott labdarúgó, jelenleg a Sporting CP játékosa.